# Reda Tukar
Reda Hasan Tukar Fallata (in arabo رضا حسن تُكر فلاتة‎?; Gedda, 29 novembre 1975) è un ex calciatore saudita di origine africana, di ruolo difensore.

## Carriera
Reda Tukar ha cominciato la propria carriera nell'Ohod, club di seconda divisione saudita, ma nel 2001, a già 26 anni, si è trasferito al forte Al-Shabab, in prima divisione. Con lo Shabab il miglior risultato raggiunto è stato la vittoria della Coppa delle Coppe AFC proprio nel 2001. Nel 2004 Tukar è stato comprato dall'Al-Ittihad: coi giallo-neri ha vinto l'AFC Champions League per due anni di fila 2004 e 2005. Ha debuttato in nazionale nel 2002: in maglia saudita ha partecipato ai Mondiali del 2002 in Corea e Giappone e a quelli del 2006 in Germania.

## Palmarès

### Titoli nazionali
- Campionato saudita: 3

Al-Shabab: 2003-2004
Al-Ittihad: 2006-2007, 2007-2009
- King Cup of Champions: 2

Al-Ittihad: 2010, 2013
- Coppa del Principe della Corona saudita: 1

Al-Ittihad: 2004

### Titoli internazionali
- AFC Champions League: 2

Al-Ittihad: 2004, 2005
- Coppa delle Coppe dell'AFC: 1

Al-Shabab: 2000-2001
- Champions League araba: 1

Al-Ittihad: 2004-2005